# 権現堂川村
権現堂川村（ごんげんどうがわむら）は、埼玉県北葛飾郡に存在した村。現在の幸手市中部に位置する。

## 地理
- 川：権現堂川、中川

## 歴史
- 1889年（明治22年）4月1日 - 町村制施行により、権現堂村、神明内村、木立村、上吉羽村が合併して発足。
- 1954年（昭和29年）11月3日 - 幸手町・行幸村・上高野村・吉田村と合併し、改めて幸手町が発足。同日権現堂川村廃止。